# Mons Dilip

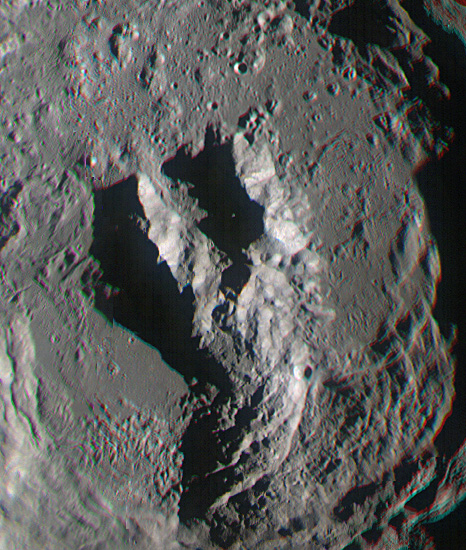
King claw (el monte con forma de garra de King)

El Mons Dilip es una montaña lunar situada en el interior del cráter King. Su diámetro envolvente es de unos 1400 m. En 1976 la UAI le asignó la denominación de Dilip, un nombre masculino de origen indio.

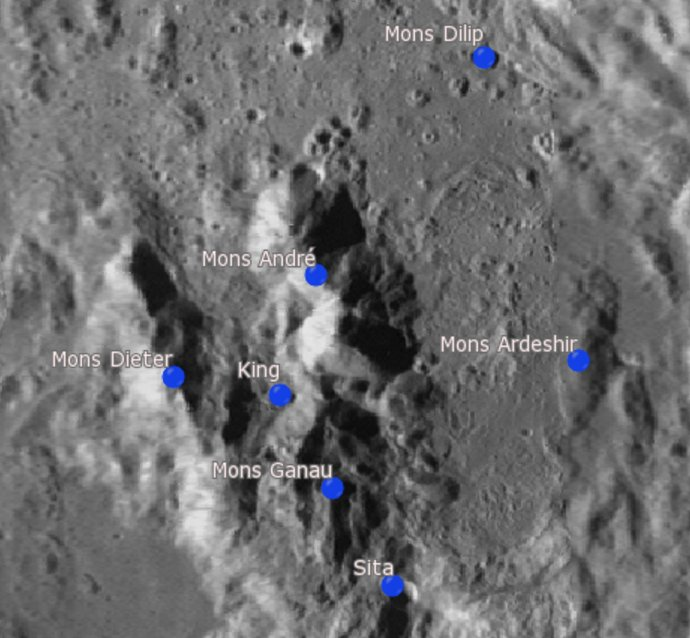
Montes interiores del cráter King. Dilip es el más septentrional.

Con una altura aproximada de 5500 m sobre el terreno circundante, se halla al noreste de la notable formación montañosa ubicada en el centro del cráter King, denominada informalmente King Claw por su configuración en planta, que recuerda la forma de una garra.

## Montes próximos
Cinco cumbres del interior del cráter han recibido nombres propios oficiales, procedentes de la toponimia utilizada en la hoja 65C1S1 King Central Peaks del Lunar Topophotomap:
- Mons André (7000 m)
- Mons Ardeshir (5900 m)
- Mons Dieter (8000 m)
- Mons Dilip (5500 m)
- Mons Ganau (7900 m)

(entre paréntesis figuran sus alturas aproximadas)